# Jaligny-sur-Besbre
Jaligny-sur-Besbre és un municipi francès, situat al departament de l'Alier i a la regió d'Alvèrnia-Roine-Alps. L'any 2007 tenia 647 habitants.

## Demografia

### Població
El 2007 la població de fet de Jaligny-sur-Besbre era de 647 persones. Hi havia 293 famílies de les quals 108 eren unipersonals (32 homes vivint sols i 76 dones vivint soles), 97 parelles sense fills, 68 parelles amb fills i 20 famílies monoparentals amb fills.
La població ha evolucionat segons el següent gràfic:
Habitants censats

### Habitatges
El 2007 hi havia 394 habitatges, 295 eren l'habitatge principal de la família, 59 eren segones residències i 41 estaven desocupats. 340 eren cases i 52 eren apartaments. Dels 295 habitatges principals, 198 estaven ocupats pels seus propietaris, 76 estaven llogats i ocupats pels llogaters i 20 estaven cedits a títol gratuït; 2 tenien una cambra, 15 en tenien dues, 48 en tenien tres, 83 en tenien quatre i 147 en tenien cinc o més. 220 habitatges disposaven pel capbaix d'una plaça de pàrquing. A 124 habitatges hi havia un automòbil i a 113 n'hi havia dos o més.

### Piràmide de població
La piràmide de població per edats i sexe el 2009 era:
| Homes | Edats   | Dones |
| ----- | ------- | ----- |
| 0     | 95 o +  | 0     |
| 0     | 90 a 94 | 8     |
| 12    | 85 a 89 | 12    |
| 0     | 80 a 84 | 20    |
| 20    | 75 a 79 | 28    |
| 24    | 70 a 74 | 20    |
| 32    | 65 a 69 | 16    |
| 24    | 60 a 64 | 20    |
| 20    | 55 a 59 | 24    |
| 20    | 50 a 54 | 24    |
| 32    | 45 a 49 | 20    |
| 28    | 40 a 44 | 36    |
| 16    | 35 a 39 | 20    |
| 16    | 30 a 34 | 4     |
| 16    | 25 a 29 | 12    |
| 16    | 20 a 24 | 20    |
| 12    | 15 a 19 | 32    |
| 4     | 10 a 14 | 12    |
| 8     | 5 a 9   | 12    |
| 12    | 0 a 4   | 28    |

## Economia
El 2007 la població en edat de treballar era de 374 persones, 251 eren actives i 123 eren inactives. De les 251 persones actives 224 estaven ocupades (125 homes i 99 dones) i 27 estaven aturades (12 homes i 15 dones). De les 123 persones inactives 45 estaven jubilades, 35 estaven estudiant i 43 estaven classificades com a «altres inactius».

### Ingressos
El 2009 a Jaligny-sur-Besbre hi havia 290 unitats fiscals que integraven 645 persones, la mediana anual d'ingressos fiscals per persona era de 14.566 €.

### Activitats econòmiques
Dels 46 establiments que hi havia el 2007, 1 era d'una empresa alimentària, 1 d'una empresa de fabricació d'altres productes industrials, 5 d'empreses de construcció, 14 d'empreses de comerç i reparació d'automòbils, 3 d'empreses de transport, 4 d'empreses d'hostatgeria i restauració, 4 d'empreses financeres, 1 d'una empresa immobiliària, 3 d'empreses de serveis, 7 d'entitats de l'administració pública i 3 d'empreses classificades com a «altres activitats de serveis».
Dels 16 establiments de servei als particulars que hi havia el 2009, 1 era una gendarmeria, 1 oficina de correu, 3 oficines bancàries, 2 tallers de reparació d'automòbils i de material agrícola, 2 guixaires pintors, 2 lampisteries, 2 electricistes, 2 perruqueries i 1 veterinari.
Dels 6 establiments comercials que hi havia el 2009, 2 eren botigues de més de 120 m², 1 una botiga de menys de 120 m², 1 una fleca, 1 una llibreria i 1 una floristeria.
L'any 2000 a Jaligny-sur-Besbre hi havia 11 explotacions agrícoles que ocupaven un total de 1.038 hectàrees.

## Equipaments sanitaris i escolars
L'únic equipament sanitari que hi havia el 2009 era una farmàcia.
El 2009 hi havia 1 escola maternal i 1 escola elemental. Jaligny-sur-Besbre disposava d'un col·legi d'educació secundària amb 133 alumnes.

## Poblacions més properes
El següent diagrama mostra les poblacions més properes.